# العلاقات العراقية السورينامية
العلاقات العراقية السورينامية هي العلاقات الثنائية التي تجمع بين العراق وسورينام.

## مقارنة بين البلدين
هذه مقارنة عامة ومرجعية للدولتين:
| وجه المقارنة                                              | العراق                       | سورينام                        |
| --------------------------------------------------------- | ---------------------------- | ------------------------------ |
| المساحة (كم2)                                             | 437.07 ألف                   | 163.27 ألف                     |
| عدد السكان (نسمة)                                         | 38.27 مليون                  | 563.40 ألف                     |
| الكثافة السكانية (ن./كم²)                                 | 87.56                        | 3.45                           |
| العاصمة                                                   | بغداد                        | باراماريبو                     |
| اللغة الرسمية                                             | اللغة العربية، اللغة الكردية | اللغة الهولندية                |
| العملة                                                    | دينار عراقي                  | دولار سورينامي، غيلدر سورينامي |
| الناتج المحلي الإجمالي (بليون دولار)                      | 197.72 مليار                 | 3.32 مليار                     |
| الناتج المحلي الإجمالي (تعادل القوة الشرائية) بليون دولار | 560.73 مليار                 | 9.07 مليار                     |
| الناتج المحلي الإجمالي الاسمي للفرد دولار أمريكي          | 4.94 ألف                     | 9.48 ألف                       |
| الناتج المحلي الإجمالي للفرد دولار أمريكي                 | 15.06 ألف                    | 16.64 ألف                      |
| مؤشر التنمية البشرية                                      | 0.654                        | 0.714                          |
| رمز المكالمات الدولي                                      | +964                         | +597                           |
| رمز الإنترنت                                              | .iq                          | .sr                            |
| المنطقة الزمنية                                           | ت ع م+03:00، ت ع م+04:00     | 00                             |

## منظمات دولية مشتركة
يشترك البلدان في عضوية مجموعة من المنظمات الدولية، منها:
| علم المنظمة | اسم المنظمة                        | تاريخ انضمام العراق | تاريخ انضمام سورينام |
| ----------- | ---------------------------------- | ------------------- | -------------------- |
|             | يونسكو                             | 21 أكتوبر 1948      | 16 يوليو 1976        |
|             | وكالة ضمان الاستثمار متعدد الأطراف | 6 أكتوبر 2008       | 2 يوليو 2003         |
|             | الأمم المتحدة                      | 21 ديسمبر 1945      | 4 ديسمبر 1975        |
|             | الاتحاد البريدي العالمي            | ?                   | ?                    |
|             | البنك الدولي للإنشاء والتعمير      | 27 ديسمبر 1945      | 27 يونيو 1978        |
|             | منظمة التعاون الإسلامي             | ?                   | ?                    |
|             | منظمة حظر الأسلحة الكيميائية       | ?                   | ?                    |
|             | مؤسسة التمويل الدولية              | 27 ديسمبر 1956      | 1 سبتمبر 2011        |
|             | الاتحاد الدولي للاتصالات           | 12 نوفمبر 1928      | 15 يوليو 1976        |
|             | منظمة الشرطة الجنائية الدولية      | ?                   | ?                    |

## وصلات خارجية
- موقع وزارة الخارجية العراقية
- موقع وزارة الخارجية السورينامية